# Šenovské muzeum
Šenovské muzeum je muzeum, které se nachází poblíže kostela Prozřetelnosti Boží a větrného mlýnku v Šenově v okrese Ostrava-město. Geograficky se nachází v nížině Ostravská pánev a v Moravskoslezském kraji. Součástí budovy muzea je také místní knihovna.

## Další informace
Šenovské muzeum je zaměřeno na historii Šenova a jeho blízkého okolí. Nejstarší exponát muzea je kniha z roku 1668.
Šenovské muzeum se také nachází na trase Šenovské naučné stezky.
Vstup do muzea není zpoplatněn.

## Galerie

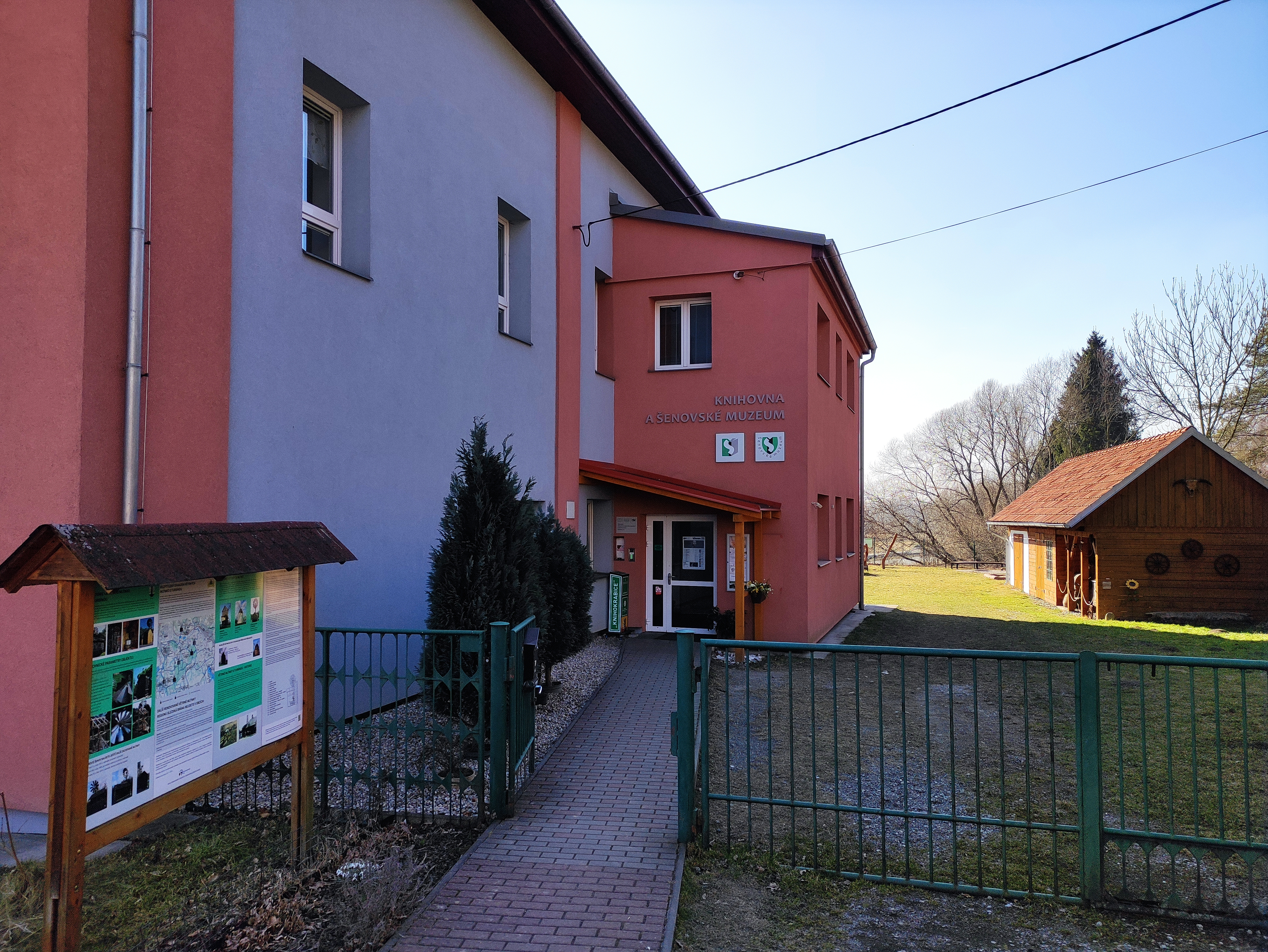
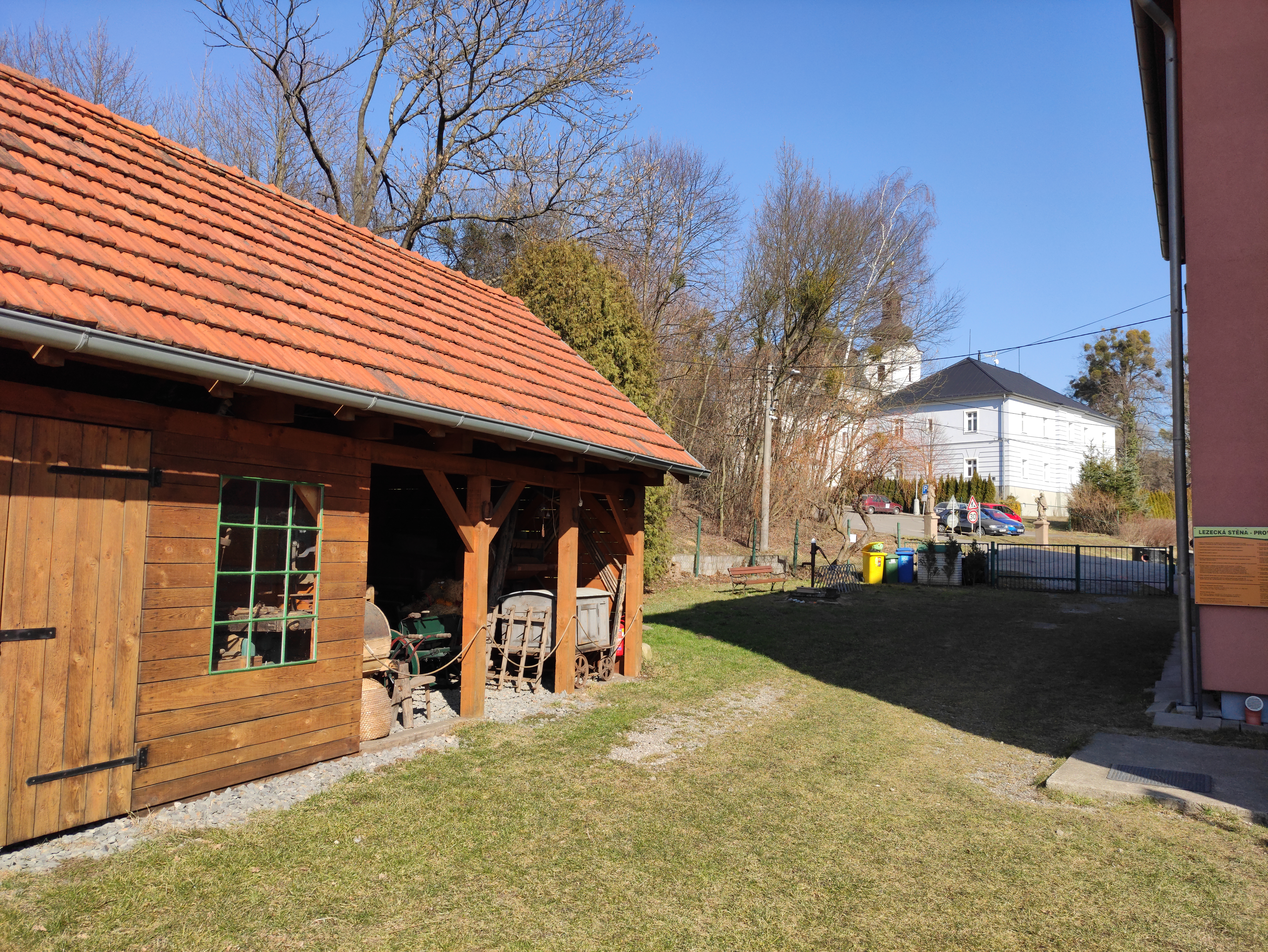
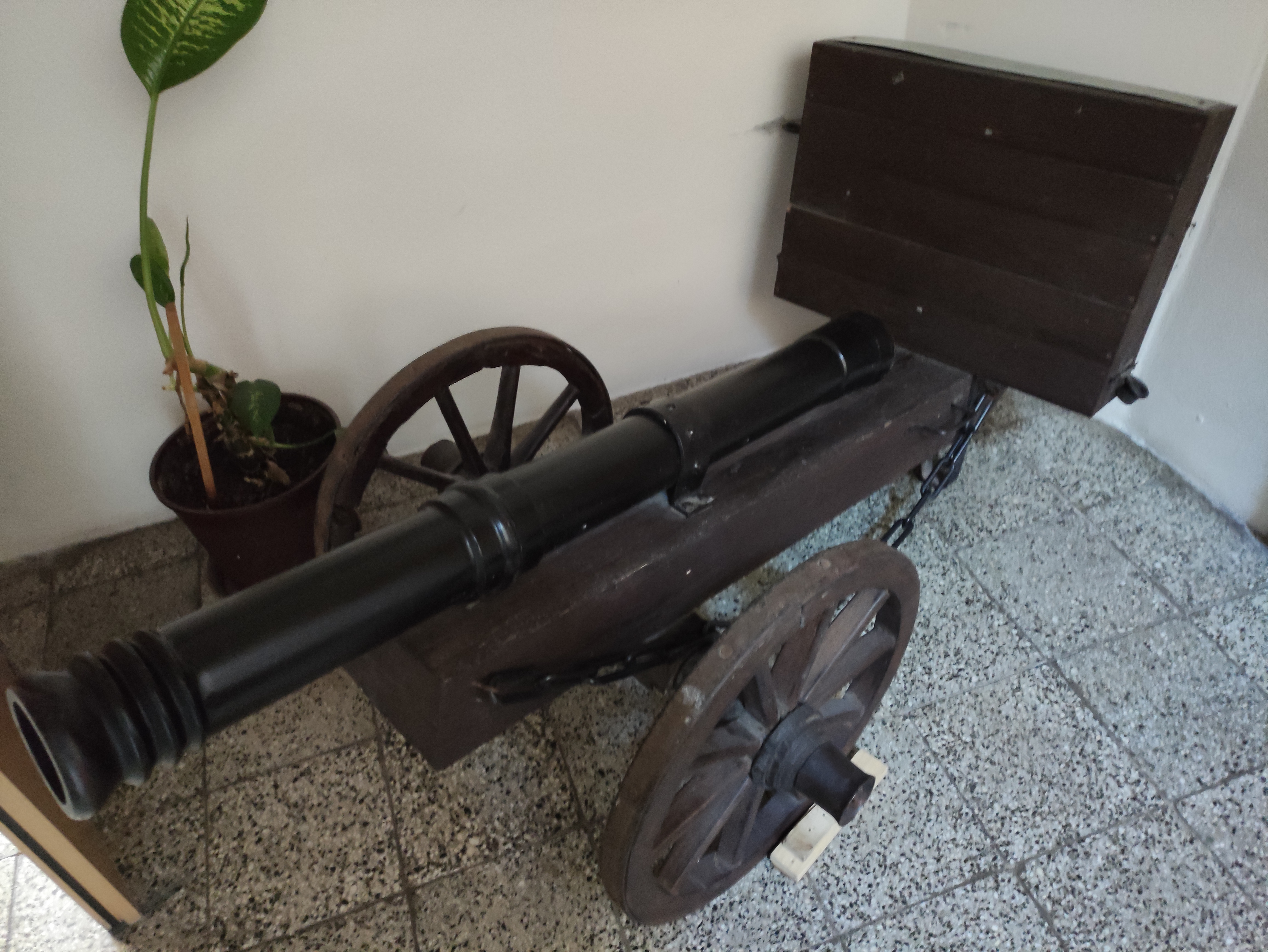